# Café de Perú

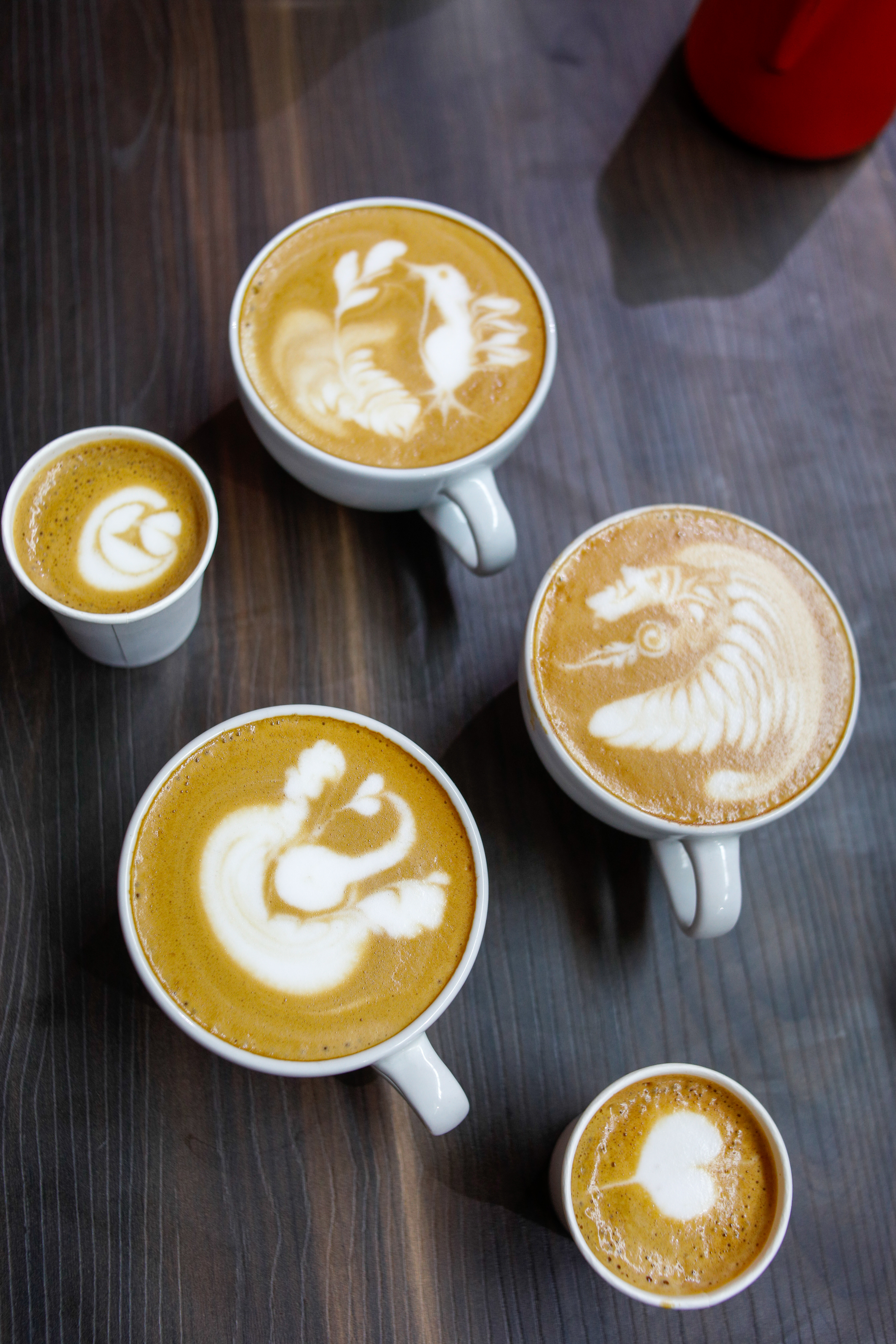
Café peruano en la selva peruana.

El café en Perú (también, café peruano) es el principal producto tradicional de exportación agrícola junto a los espárragos y representa cerca de la mitad de las exportaciones agropecuarias y alrededor del 5% del total de las exportaciones peruanas. Este producto es también uno de los que ejerce mayor influencia socioeconómica.
Este café se produce mayormente en los valles interandinos y de la cordillera oriental de los Andes, en su encuentro con la selva peruana, y se cultiva en 388 distritos del Perú por 150 000 productores que ocupan unas 330 000 hectáreas. Así mismo, en el 2023 logro promover empleo a más de dos millones de peruanos en todo el proceso productivo. 

## Historia

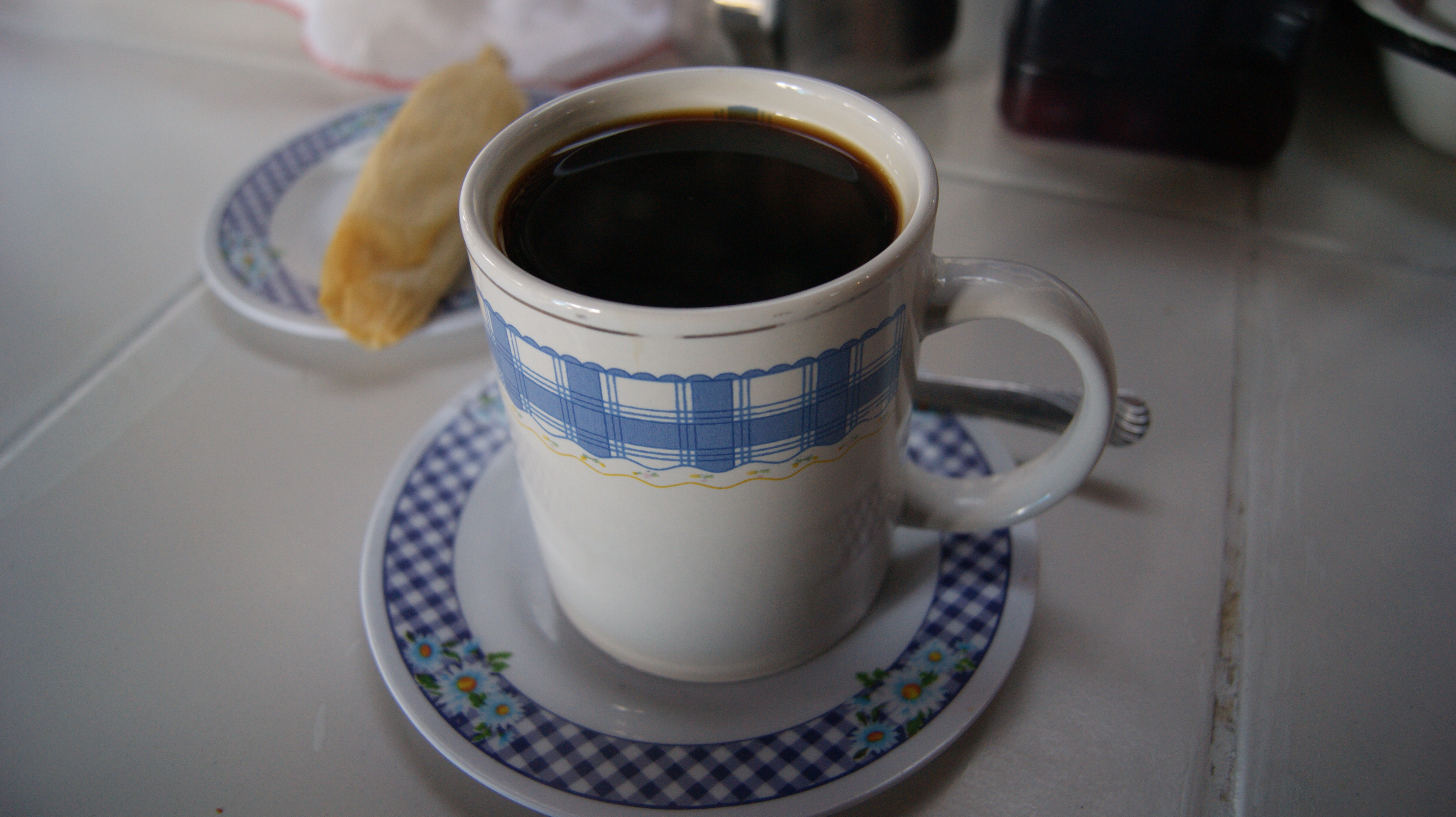
Café servido en el Mercado de Cusco. Perú.

El café (Coffea arabica Linnaeus, 1753) llegó a América con los inmigrantes europeos en el siglo XVIII y ellos introdujeron su cultivo en Centroamérica y Sudamérica. Para mediados del siglo XVIII el café ya era producido en Chanchamayo,  Moyobamba, San Ignacio, Jaén, Huánuco y Cusco, para el consumo local y para la exportación a Alemania, Chile y Gran Bretaña.  El primer café de Lima se abrió en 1771 en la calle Santo Domingo por Francisco Serio.
Desde 1850 los inmigrantes europeos introdujeron el café al valle de Chanchamayo, junto al tabaco y caña de azúcar.  En 1930, capitales ingleses consolidan como zona cafetera el valle de Chanchamayo. Desde fines del siglo XX, la producción de café peruano ha mejorado no solo en cantidad, sino en calidad. El café orgánico del Perú tiene una buena fama internacional.
Perú ocupa hoy el octavo puesto a nivel mundial de producción de café en grano subiendo siete puestos desde 1990 y dos puestos desde 2006. De acuerdo a la FAO – Organización de Agricultura y Alimentación de la ONU- Perú produjo 677 000 toneladas de café en 2008. Mientras que la Internacional Coffee Organization menciona que el Perú ha producido 4.25 millones de sacos de café en el mismo año. El primer productor mundial es Brasil, con 36 millones de sacos anualmente.
Las variedades peruanas incluyen Good Hard Bean (selva central), Hard Bean (selva nororiental) y Medium Hard Bean (al suroriente). De ellas, la primera obtiene los mejores precios.
En el marco de la Vigésima Segunda Feria de la Asociación Americana de Cafés Especiales (SCAA), el café especial del Perú obtuvo el premio como el “mejor café especial del mundo”, venciendo a importantes productores del grano como Colombia, Guatemala.

## Zonas de producción

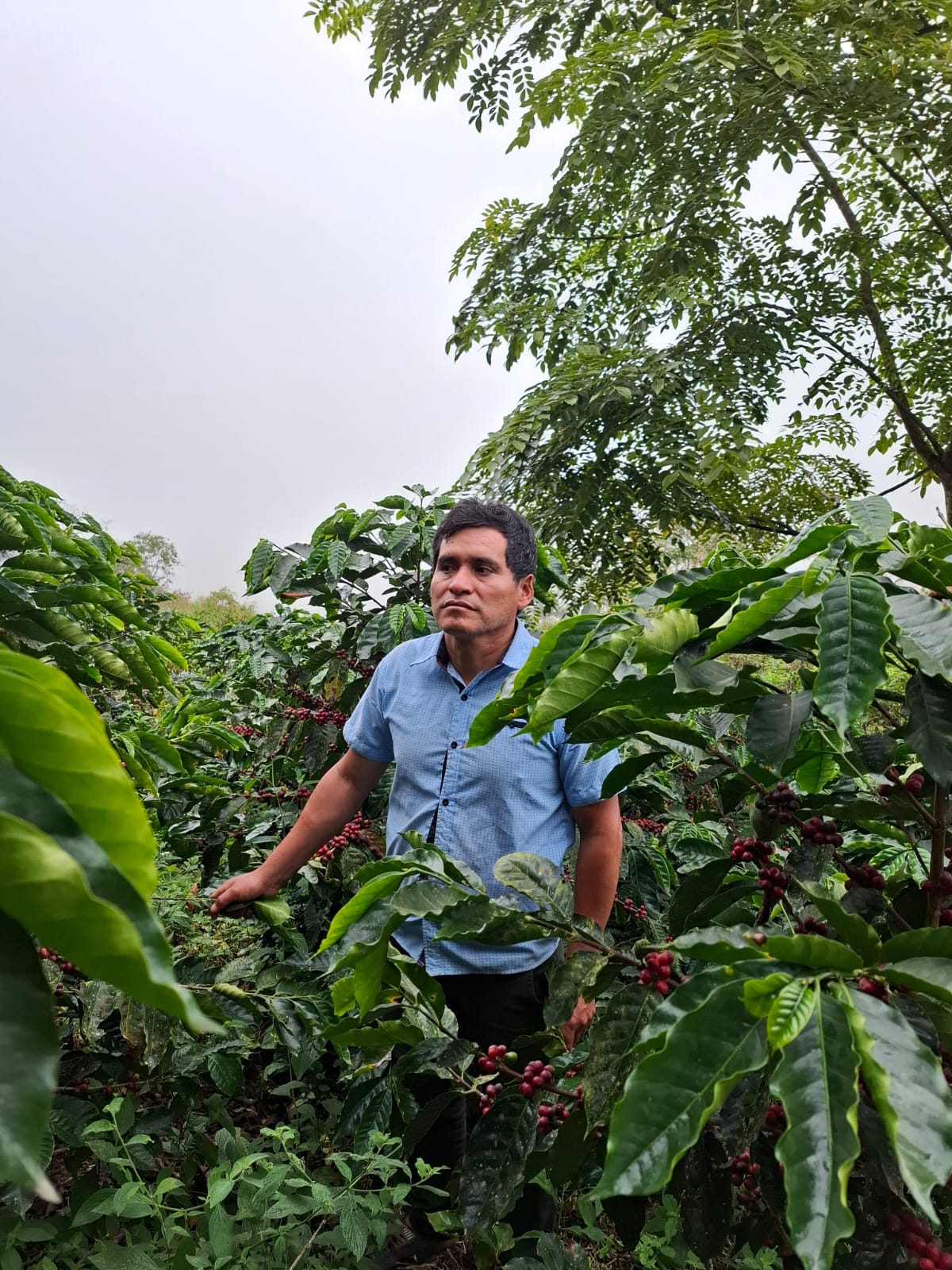
Un cafetal y un cafetalero en Piura

- Zona norte: El 43% de la producción se encuentra en Piura, Cajamarca, Amazonas, San Martín.
- Zona central: El 34% de la producción se encuentra en Junín, Pasco, Huánuco y Ucayali.
- Zona sur: El 23 % de la producción se encuentra en Apurímac, Ayacucho, Cusco y Puno.

La producción del café peruano involucra a productores de 380 distritos en 17 regiones del país. En total suman 330.000 hectáreas de producción. Cerca del 85% de esta producción pertenece a productores que administran menos de 5 hectáreas.

## Normas técnicas
El café peruano cuenta con dos Normas Técnicas Peruana NTP 209.027-2001 y NTP 209.311-2003. Norma su clasificación en grados, la humedad, la granulometría, el estado sanitario y las pruebas de sabor.
Adicionalmente, el café de altura es cultivado en la selva alta a más de 1200 m s. n. m. y el café de los valles bajos es cultivado por debajo de los 1200 m s. n. m.
Basándose en las normas de clasificación de café la Junta Nacional del Café celebra cada año el Concurso Nacional de Calidad (actualmente en su novena edición 2013) en donde se eligen los mejores cafés usando los 100 calidad. La norma internacional indican que un café especial está sobre los 80 puntos, en el certamen se eligen sobre los 84 puntos)

## Ganadores de Concurso de Café de Calidad

### Edición 2013
Entre agosto y septiembre de este año más de 500 productores cafetaleros participaron en el IX Concurso Nacional de Cafés de Calidad, de esta cifra se han seleccionado a los mejores 92 quienes han obtenido un puntaje mayor de 84 puntos en taza y pasaron a la etapa nacional del concurso. La semifinal se realizó entre el 18 y 21 de septiembre, con la participación de 10 de los mejores catadores nacionales liderados por el reconocido catador Panameño Francisco Serracín.
La final se realizó en el Parque de la Exposición los días 24 y 27 de septiembre.
Benjamín Peralta Surco - CECOVASA CAC San Ignacio - Puno - 89.750 puntos
Fragancia: Hierba luisa, jazmín, etc. Sabor: Dulce, afrutado,
membrillo dulce, papaya maracuyá, pasas, melaza, caramelo,
chocolate, exótico, etc. Acidez: Fina a lima dulce y mandarina, etc.
Cuerpo: Sedoso, complejo, jazmín, etc.
Simón García García - CAPEMA - San Martín - 88.083 puntos
Fragancia: Vainilla, herbal, Poma rosa, etc. Sabor: Manjar, chancaca,
chocolate, etc. Acidez: Manzana, mandarina, lima
Cuerpo: Cremoso, malta, cereza, frutos secos, durazno, ciruelo,
jugoso, etc. Intenso y postgusto duradero, equilibrado.
Mauro J. Benito - CAC Charuyo - CAC Charuyo - 87.750 puntos
Fragancia: Té de rosas, floral, almendras, etc. Sabor: Caña dulce,
chocolate, durazno, papaya, caramelo, etc. Acidez: Suave y delicada
a manzana y naranja, etc. Cuerpo: cremoso a mantequilla,
balanceado, etc

## Mercados
Los principales mercados de destino son los países de la Unión Europea, Estados Unidos y Japón.

## Consumo interno
Aunque Perú es uno de los mayores productores de café a nivel mundial y más de 200.000 personas dependen de su producción, el consumo de café de Perú es bajo. El consumo actual per cápita se estima en solo alrededor de 600-800 g por año.
Según Kantar, el mercado del café tostado e instantáneo se estima en ~ 110 millones de dólares. Se estima que en 2018 el volumen de consumo de los hogares creció un 3,4% y durante 2020 un 6%. Esta es una clara indicación de la migración del consumo de café de calidad a través de la demografía de nueva generación. En 2018, el consumo de café molido creció un 26% en valor y la frecuencia de compra creció un 6% a 30 por año. El café instantáneo sigue siendo la categoría más importante con un crecimiento del 4,4% en valor y del 2,6% en volumen.
Aparte de las marcas más grandes como Altomayo, 338, Juan Valdez de Colombia, Britt, Nescafé o Starbucks, que tiene más de 100 tiendas en todo el país, la apertura de cafeterías especializadas y tostadores "independientes" está impulsando el consumo de café de origen único. Las tiendas independientes y tostadores especializados incluyen Origen Tostadores de Café, Coffee Road, D'Sala Caffe, PukuPuku y muchos más.

## Biodiversidad en Agroecosistemas de Café en Milpuc: Un Estudio Ecológico[3]
Los agroecosistemas tradicionales de café son fundamentales para la conservación de la biodiversidad, especialmente en los trópicos, donde los insectos constituyen hasta el 90% de las especies. Estos sistemas no solo proporcionan productos sostenibles, sino que también ofrecen servicios ambientales clave, como la captura de carbono, la protección del suelo y la recarga de mantos acuíferos, además de tener un notable valor paisajístico. En los cafetales, los insectos juegan roles esenciales como controladores biológicos, polinizadores, descomponedores y transmisores de enfermedades. Asimismo, son una fuente crucial de alimento para numerosos vertebrados y otros artrópodos. En el Distrito de Milpuc, provincia de Bagua, en el departamento de Amazonas, en el norte de Perú, los agroecosistemas de café se cultivan bajo sombra, siguiendo prácticas tradicionales que minimizan el impacto ambiental y favorecen la conservación de la flora y fauna local. A pesar de su importancia para la biodiversidad, los estudios taxonómicos, biológicos y ecológicos de la entomofauna en Milpuc son limitados. Recientemente, una investigación publicada en 2020 por la revista científica UNED Journal Research examinó la diversidad y fluctuación poblacional de insectos en los cafetales bajo sombra del Distrito de Milpuc. Durante el estudio, se recolectaron 1923 insectos pertenecientes a ocho órdenes, 35 familias y 40 géneros. Los hemípteros destacaron por tener la mayor diversidad de familias (9) y géneros (13), mientras que los coleópteros fueron los más abundantes, representando el 28% de los especímenes. Los géneros dominantes fueron Apis y Canthon, con 108 individuos cada uno. La mayor riqueza, abundancia y diversidad se encontró en el estrato medio del dosel, con un índice de diversidad de especies total de 1D = 28.5 y un índice de diversidad de especies abundantes de 2D = 25.56. La abundancia máxima de insectos coincidió con períodos de alta humedad, precipitación y baja temperatura, y la curva de acumulación se estabilizó a partir del quinto muestreo. Estos resultados destacan la notable biodiversidad de insectos en este agroecosistema amazónico, reafirmando el papel crucial de los cafetales tradicionales en la conservación de la biodiversidad.